# MRPL30
MRPL30 (англ. Mitochondrial ribosomal protein L30) – білок, який кодується однойменним геном, розташованим у людей на короткому плечі 2-ї хромосоми.  Довжина поліпептидного ланцюга білка становить 161 амінокислот, а молекулярна маса — 18 546.
| 10         |  | 20         |  | 30         |  | 40         |  | 50         |
| ---------- |  | ---------- |  | ---------- |  | ---------- |  | ---------- |
| MAGILRLVVQ |  | WPPGRLQTVT |  | KGVESLICTD |  | WIRHKFTRSR |  | IPEKVFQASP |
| EDHEKYGGDP |  | QNPHKLHIVT |  | RIKSTRRRPY |  | WEKDIIKMLG |  | LEKAHTPQVH |
| KNIPSVNAKL |  | KVVKHLIRIK |  | PLKLPQGLPA |  | EENMSNTCLK |  | STGELVVQWH |
| LKPVEQKAHE |  | S          |  |            |  |            |  |            |

A: Аланін

C: Цистеїн

D: Аспарагінова кислота

E: Глутамінова кислота

F: Фенілаланін

G: Гліцин

H: Гістидин

I: Ізолейцин

K: Лізин

L: Лейцин

M: Метіонін

N: Аспарагін

P: Пролін

Q: Глутамін

R: Аргінін

S: Серин

T: Треонін

V: Валін

W: Триптофан

Кодований геном білок за функціями належить до рибонуклеопротеїнів, рибосомних білків. 
Задіяний у таких біологічних процесах як поліморфізм, альтернативний сплайсинг. 
Локалізований у мітохондрії.